# Rajd Liège-Rome-Liège 1959
Rajd Liège-Rome-Liège 1959 (18. Liège-Rome-Liège) – 18. edycja rajdu samochodowego Rajd Liège-Rome-Liège rozgrywanego w Belgii. Rozgrywany był od 2 do 6 września 1959 roku. Była to dziewiąta runda Rajdowych Mistrzostw Europy w roku 1959.

## Klasyfikacja rajdu
| Miejsce                      | Kierowca                     | Pilot                        | Samochód                     | Czas                         | Strata                       |                              |
| Klasyfikacja generalna i ERC | Klasyfikacja generalna i ERC | Klasyfikacja generalna i ERC | Klasyfikacja generalna i ERC | Klasyfikacja generalna i ERC | Klasyfikacja generalna i ERC | Klasyfikacja generalna i ERC |
| ---------------------------- | ---------------------------- | ---------------------------- | ---------------------------- | ---------------------------- | ---------------------------- | ---------------------------- |
| 1.                           | Robert Buchet                | Paul Ernst Strähle           | Porsche 356 Carrera          | 8:30                         | 0.0                          |                              |
| 2.                           | Jacques Feret                | Guy Monraisse                | Renault Dauphine             | 9:38                         | +1:08                        |                              |
| 3.                           | Willy Mairesse               | Maurice Desse                | Renault Dauphine             | 10:42                        | +2:12                        |                              |
| 4.                           | Jean Estager                 | Robert Dutoit                | Porsche 356 1600 Super       | 11:37                        | +3:07                        |                              |
| 5.                           | Guy Sander                   | Willy Sander                 | Porsche 356 A 1600 Super     | 19:34                        | +11:04                       |                              |
| 6.                           | Annie Soisbault-de Montaigu  | Renée Wagner                 | Triumph TR3A                 | 31:37                        | +23:07                       |                              |
| 7.                           | Karlheinz Schöttler          | Friedrich Raker              | Porsche 356 1600 Super       | 48:57                        | +40:27                       |                              |
| 8.                           | Keith Ballisat               | Alain Bertaut                | Triumph TR3A                 | 54:59                        | +46:29                       |                              |
| 9.                           | Paul Coltelloni              | Henri Marang                 | Citroën ID 19                | 55:36                        | +47:06                       |                              |
| 10.                          | Peter Riley                  | Jones Rupert                 | Austin-Healey 3000           | 1:01:16                      | +52:46                       |                              |